# کلینگان

نماد امپراتوری کلینگان.

کلینگان (Klingon) نام نژادی جنگجو در جهان تخیلی سریال پیشتازان فضا است.
کلینگان‌ها در ابتدا با خدمه فضاپیمای یواس‌اس انترپرایز خصومت داشتند اما بعداً از هم‌پیمانان نزدیک انسان‌ها و فدراسیون متحد سیارات شدند.

## شکل ظاهری
کلینگان‌ها ظاهری انسان‌وار و موهایی زبر و پرپشت دارند، مردهای کلینگان معمولاً ریش و سبیل نیز دارند. ویژگی اصلی آن‌ها پیشانی‌های دندانه‌دارشان است که این دندانه‌ها در هر خاندان تفاوت‌هایی را نشان می‌دهد.
استخوان‌های دندانه‌ای پیشانی کلینگان‌ها باقی‌مانده‌ای از دوران پیش از تاریخ است که این نژاد استخوان‌های بیرونی بزرگ‌تری داشت و به سخت‌پوستان بی‌مانند نبود.

## مذهب
بر پایه افسانه‌ها، کورتار، نخستین کلینگان، به همراه معشوقه‌اش خدایانی که آن‌ها را آفریده بودند نابود کردند و آسمان‌ها را با خاک یکسان نمودند. این رویداد در مراسم ازدواج کلینگان‌ها روایت می‌شود.
ارزش‌ها و هنجارهای فرهنگ کلینگان حول محور «نام و ننگ» می‌گردد. به باور کلینگان‌ها، روح کسانی که باشرافت و نام‌آور بمیرند به روح «کاهلِس» در «استو'وُ'کور» می‌پیوندد. این روان‌ها به همراه کاهلس و ارواح دیگر مردگان شریف، تا ابد در ناوگان سیاه قرار گرفته و به نبرد و پیکار خواهند پرداخت.
کسانی که مرگی ننگین داشته‌اند تا ابد در جهانی زیرین به نام گِرِتور که «فِکلهِر» نگهبان آن است، زجر خواهند کشید.
در فرهنگ کلینگان برای مردگان سوگواری انجام نمی‌شود و پیکر مرده‌ها چون پوسته‌ای خالی به‌شمار می‌آید و به دور انداخته می‌شود.

## پیشینه
تاریخ پادشاهی کلینگان حدود ۵۰۰ سال پیش در کره کرونوس آغاز شد و این پادشاهی در آن کره توسط «کاهلِس ازیادنرفتنی» بنیاد شد. امپراتوری کلینگان دودمان متعددی را به‌خود دیده و از جمله دوران‌های آن می‌توان به «دوران سیاه» اشاره کرد که بین دودمان‌های دوم و سوم رخ داد و یک دوره ده‌ساله از تجربه مردم‌سالاری را رقم می‌زد.
کرونوس در حدود سده چهاردهم به اشغال «هور'ق‌ها» درآمد که دست به غارت گنجینه‌های کلینگان زدند و شمشیر کاهلس را نیز به یغما بردند. در حدود سال ۲۰۶۹ در امپراتوری کلینگان یک شورای عالی تشکیل شد و منصب امپراتور برچیده شد و این وضعیت تا ۲۲۶۹ ادامه یافت.
در اوایل سده بیست‌ودوم نفوذ طبقه جنگاوران در جامعه افزایش یافت و این به زیان دستگاه قضایی امپراتوری تمام شد. در سال ۲۱۵۱ بخشی از گروه‌های زمان جنگ سرد کوشیدند تا به یاری توطئه سولیبان در امپراتوری ناآرامی به‌وجود بیاورند و این باعث اولین تماس میان کلینگان‌ها و انسان‌ها شد.